# Zweifarbenpirol
Der Zweifarbenpirol (Pitohui dichrous), auch Zweifarbenpitohui genannt, ist eine Vogelart der Gattung Pitohui aus der Familie der Pirole (Oriolidae). Der Name beruht auf dem einfachen zweifarbigen (schwarz und orange) Gefieder. Die Art kommt ausschließlich in Neuguinea vor, ist aber als nicht gefährdet eingestuft.

## Merkmale
Die Vögel erreichen eine Länge von 22 bis 23 cm bei einem Gewicht von 67 bis 76 g. Kopf und Kehle sind schwarz, Rücken, Brust und Bauch sind kastanienfarben. Die Flügeloberseiten und der Schwanz sind schwarz. Die Iris ist rotbraun, dunkelbraun oder schwarz. Schnabel und Beine sind schwarz. Männchen und Weibchen sehen gleich aus. Jungvögel ähneln den adulten Vögeln haben aber braune Ränder an den Federn der Flügel.

## Lebensweise
Der Zweifarbenpirol lebt in Wäldern, an Waldrändern und in Sekundärwäldern in Höhen von 350 bis 1700, maximal bis in Höhen von 2000 Metern. An einigen Orten, z. B. in Jayapura, in Madang und Lae, auf der Huon-Halbinsel und am mittleren Fly kommen die Vögel auch knapp über dem Meeresspiegel vor und leben dort in Mangroven oder den niedrigen Bäumen der Strände. Sie ernähren sich von Früchten, vor allem von Feigen, daneben werden auch Insekten und Samen verzehrt.
Der Zweifarbenpirol vermehrt sich von Oktober bis Februar in der Trockenzeit und beginnenden Regenzeit. Das Gelege besteht aus einem bis zwei Eiern, die cremefarben bis hell rosa und mit hellen und dunkelbraunen bis schwarzen Flecken versehen sind. Das Nest ist napfförmig. Die Jungvögel werden mit Insekten und Beeren gefüttert.

## Gift
Eine Besonderheit zeichnet den Zweifarbenpirol aus: Er ist neben mindestens drei anderen (etwas weniger stark giftigen) Arten (Einfarben-, Mohren- und Ockerpirol), dem ebenfalls auf Neuguinea lebenden Blaukappenflöter (Ifrita kowaldi) und dem Wald-Dickkopf (Colluricincla megarhyncha) einer der wenigen giftigen Vögel weltweit. Die Papua fangen und verzehren nahezu alle Vogelarten, welche ihnen die Natur bietet. Der Zweifarbenpirol gehört nicht dazu, er gilt als bitter und ist nur mit Glück genießbar.
Anfang der 1990er-Jahre entdeckten Ornithologen in Neuguinea zufällig die Giftigkeit dieser Vogelart. Untersuchungen haben anschließend ergeben, dass in der Haut und in den Federn das Gift Homobatrachotoxin enthalten ist, das zu den stärksten bekannten Toxinen gehört und zu Verkrampfungen der Muskulatur führt.
Unklar war aber, wie das Gift in den Körper des Zweifarbenpirol kommt. Bei den Pfeilgiftfröschen (Dendrobatidae) in Südamerika vermutet man schon lange, dass das gleiche Gift nicht von den Fröschen selbst synthetisiert, sondern wahrscheinlich über die Nahrung aufgenommen wird. Bei Nachzuchten in Menschenobhut findet sich dieses Gift nicht mehr in der Haut der Frösche.
Papua auf Neuguinea haben die Forscher auf eine Käferart (Choresine pulchra) aufmerksam gemacht, die dieses starke Gift enthält. Diese Käfer sind Teil der Nahrung des Zweifarbenpitohuis. Man kann daher davon ausgehen, dass dadurch das Gift in den Körper der Vögel gelangt. Wie die Vögel sich selbst dagegen schützen, ist bis jetzt nicht bekannt.

## Etymologie und Forschungsgeschichte
Die Erstbeschreibung des Zweifarbenpirol erfolgte 1850 durch Charles Lucien Jules Laurent Bonaparte unter dem wissenschaftlichen Namen Rectes dichrous. Zur Analyse stand ihm ein Typusexemplar aus dem naturhistorischen Museum von Leiden zur Verfügung. Gustav Hartlaub hatte dieses bereits im Jahr 1844 unter dem Namen Garrulax bicolor beschrieben und es trug ein Label von Salomon Müller mit diesem Namen. Im Leidener Museum befand sich mit der Weißwangen-Maustimalie (Trichastoma bicolor (Lesson, 1839)) eine weitere Art, die bereits den Namen bicolor beinhaltete. Somit entschied sich Bonaparte nach den Internationalen Regeln für die Zoologische Nomenklatur für den neuen Namen.
Die Unterart Pitohui dichrous monticola Rothschild, 1904 die man gelegentlich noch in der Literatur findet, gilt heute als Junior Synonym zur Nominatform.
Der Begriff »Pitohui« ist der papuanische Name für diese Vogelart, welcher sich an das maorische Wort »pitoitoi« für »Schnäpper« anlehnt. Das Artepitheton »dichrous« stammt von den griechischen Wörtern »di- δύο« für »zwei« und »khrōs χρώμα« für »Anstrich, Hautkolorit« ab.